# 暖绳菌目
暖绳菌目 （学名：Caldilineales）为暖绳菌纲的一个目。此科的模式属为暖绳菌属(Caldilinea)。

## 属
- 暖绳菌科 Caldilineaceae Yamada et al. 2006